# بادي ماير
بادي ماير (بالإنجليزية: Buddy Myer) هو لاعب كرة قاعدة أمريكي، ولد في 16 مارس 1904 في إلسفيل في الولايات المتحدة، وتوفي في 31 أكتوبر 1974 في باتون روج في الولايات المتحدة.

## وصلات خارجية
- بادي ماير على موقعبيزبول رفرنس.كوم (الدوري الرئيسي) (الإنجليزية)
- بادي ماير على موقع قاعة ميسيسيبي للمشاهير الرياضية (الإنجليزية)